# Saint-Denis (La Bruyère)
Saint-Denis (ook wel Saint-Denis-Bovesse genoemd) is een dorp in de Belgische gemeente La Bruyère in de provincie Namen. Het dorp telt ongeveer 750 inwoners en was tot 1 januari 1977 een zelfstandige gemeente.

## Demografische ontwikkeling
- Bronnen:NIS, Opm:1831 tot en met 1970=volkstellingen, 1976= inwoneraantal op 31 december

Bezienswaardigheden in het dorp zijn:
- De kerk (1770), waarvan de toren uit de tweede helft van de 12e eeuw stamt;

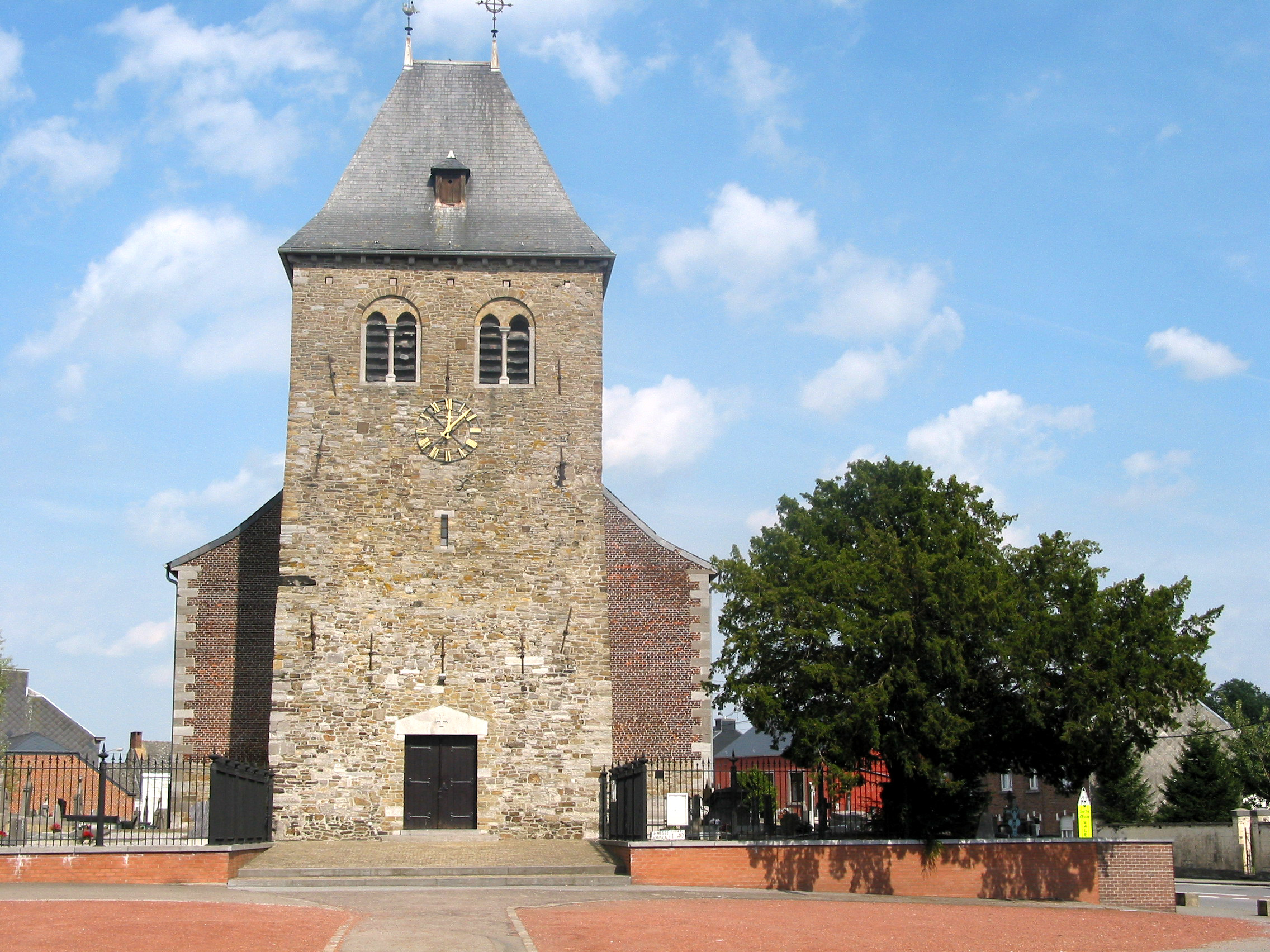
Kerk van Saint-Denis

- Het kasteel, moderne stijl.